# Dragons : La Destinée du feu
Pour plus de détails, voir Fiche technique et Distribution.
Dragons : La Destinée du feu (Dragones: destino de fuego) est un long métrage d'animation péruvien en 3D réalisé par Eduardo Schuldt, sorti en 2006.

## Synopsis
John John (initialement nommée Sinchi) est un petit dragon adopté par une famille de condors vivant sur une île du lac Titicaca. Ses parents le traitent comme l'un de leurs propres enfants, et pourtant le petit John John sent bien au fond de lui-même qu'il n'est pas un condor. Adolescent, il s'aperçoit que son corps se transforme, qu'il n'a pas de plumes, ne peut pas voler et ne ressemble pas à ses proches.
Un jour, alors qu'il tentait de voler avec de fausses ailes, il tombe dans l'eau et constate qu'il se sent bien dans ce milieu. Il part alors à la recherche de sa véritable identité, surmonte de nombreux obstacles et découvre par la même occasion des sentiments et des valeurs comme l'amour des autres et de la nature, le respect, la générosité ou la solidarité.

## Commentaire
Dragons: La destinée du feu est le second long métrage d'animation produit au Pérou par la société Alpamayo Entertainment qui a investi dans l'entreprise quelque 800 000 dollars, soit beaucoup plus que pour Les Pirates du Pacifique (Piratas en el Callao), le premier film d'animation sorti dans le pays en 2005.
Le film a été coproduit par Alpamayo Entertainment et TV Azteca grâce au succès commercial de Piratas en el Callao qui, rien qu'au Pérou, avait rapporté 400 000 dollars. Le film sera également distribué en Bolivie, au Chili, en Équateur et au Mexique, puis dans de nombreux autres pays.
La réalisation a été confiée à Eduardo Schuldt, déjà réalisateur de Piratas en el Callao, et dans la distribution, on relève entre autres les noms de Gianmarco, Gianella Neyra, Javier Echevarría ou Paul Martin.
Le thème musical du film est dû à l'auteur-compositeur péruvien Gian Marco Zignano, qui interprète aussi le personnage principal John John.

## Fiche technique
- Titre français : Dragons : La Destinée du feu
- Titre original : Dragones: destino de fuego
- Réalisation : Eduardo Schuldt
- Scénario : Giovanna Pollarolo et Enrique Moncloa, d'après le roman de Hernán Garrido-Lecca
- Musique : Antonio Gervasoni et Gian Marco Zignano
- Production : Jaime Carbajal pour Alpamayo Entertainment ; coproduction TV Azteca
- Montage : Alan Brain
- Pays d'origine :  Pérou
- Langue originale : espagnol
- Format : Couleurs
- Genre : animation
- Durée : 80 minutes
- Date de sortie :
  -  Pérou : 27 juillet 2006
  -  Mexique : 11 août 2006
  -  Argentine : 1er février 2007
  -  Australie : 4 mars 2007 (Anglais Doublage)
  -  États-Unis  Canada : 8 avril 2008 (Anglais Doublage)

## Distribution (voix)

### Voix originales Espagnoles
- Gianmarco Zignago : John John/Sinchi
- Gianella Neyra : Lily
- Silvia Navarro : Marina
- Jésus Ochoa : Vildrok
- Roberto Moll : Roi John
- Ricardo Velásquez : Wintata
- Paul Martin : Illa Pu
- Katia Condos : Wara
- Bruno Ascenzo : Ari
- Romulo Assereto : Sillu
- Elva Alcandré : Chulla Chaqui
- Saskia Bernaola : Condoreza
- Javier Echevarría : Grodok

### Voix doublage Français
- Sébastien Hébrant : John John/Sinchi adulte
- Sophie Landresse : Marina
- Lionel Bourguet : Illa Pu
- Alexandra Corréa :
- Jean-Marc Delhausse : Roi John